# تطبع (علم النفس)

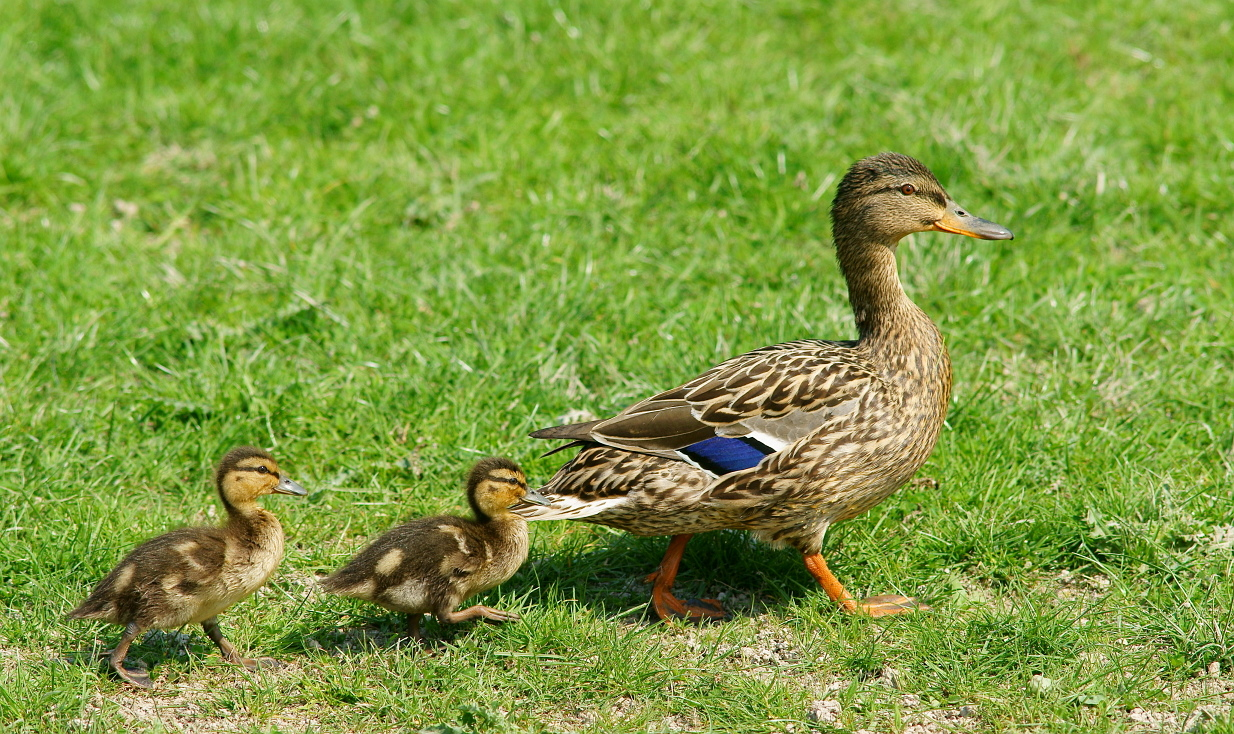
فراخ بط بري صغيرة تتبع أمها.

يعني مصطلح التطبّع في علم النفس والإيثولوجيا أي شكل من أشكال التعلم يحدث دائماً عند عمر معيَّن أو مرحلة معينة من مراحل الحياة، بغضّ النظر عن طبيعة الشخصية وظروف النشأة. كان يستخدم المصطلح في البداية للإشارة إلى الناس أو الحيوانات الذين يتعلَّمون خواص بعض المثيرات.

## التطبع البنوي

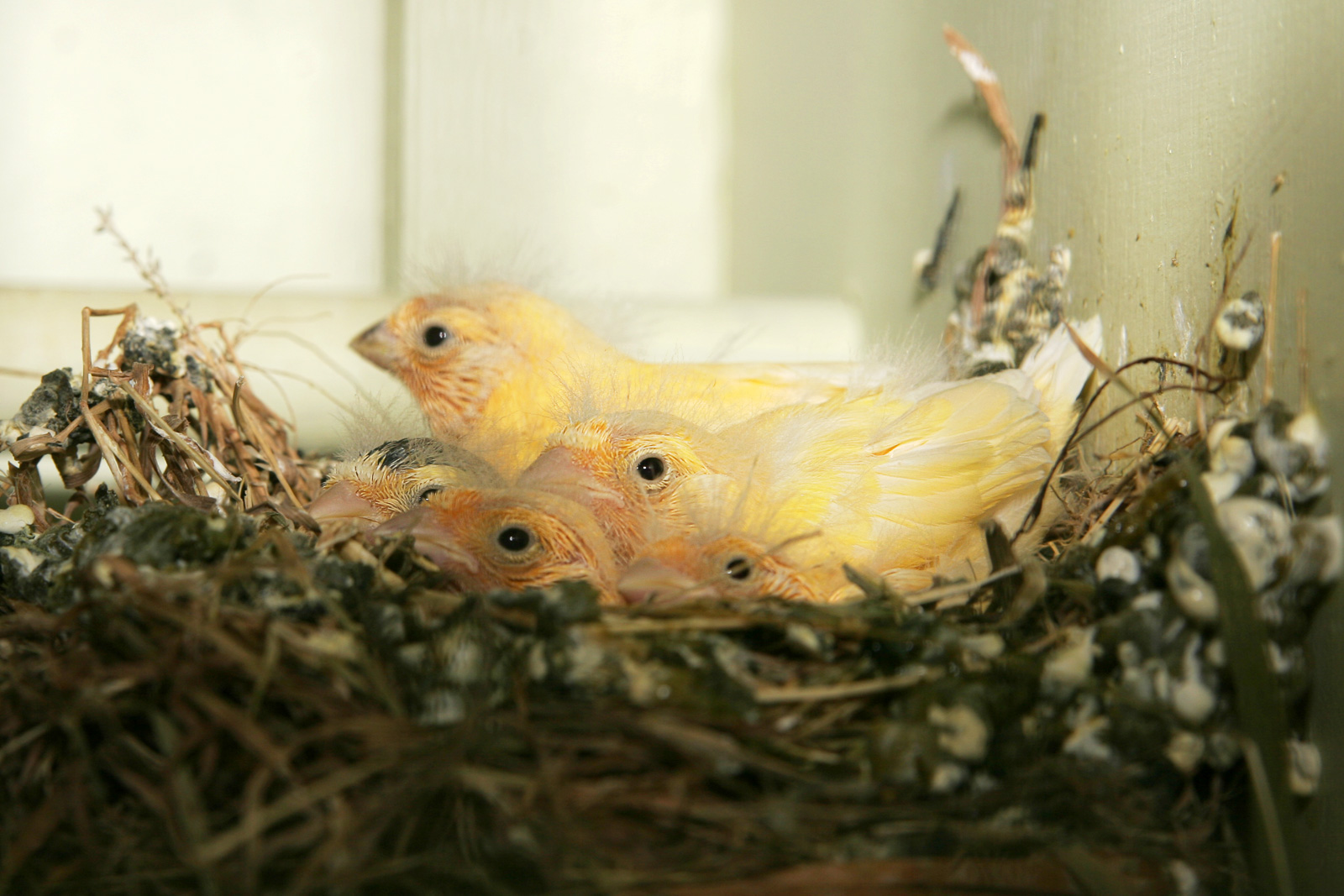
فراخ طائر كناري في العش.

أشهر أنواع التطبّع هي التطبُّع البَنَويّ، ويعني أن يتعلَّم كائن حي صغير سلوكاً أو أمراً معيناً من والديه. أوضح أشكال التطبّع البنوي موجود عند الطيور مُفَارِقة العش (الطيور التي تترك عشها بعد التفقيس بفترة قصيرة جداً)، التي تطبّع من والديها ثم تبدأ بالمشي وراءهما. لوحظ هذا السلوك للمرة الأولى على الدجاج والدواجن الأخرى في القرن التاسع عشر، على يد الأحيائي الهاوي دوغلاس سبالدنغ. ثم اكتشفه مجدداً الإيثولوجيّ أوسكار هينروث، وقد درسه بدقَّة، قبل أن ينشر دراساته مساعده كونراد لورنتس الذي اختبرها على الإوزة الربداء. وقد أظهر لورنتس كيف أن الفراخ الذين يفقسون بوجود أمهم يتعلَّمون منها أول الحركات المناسبة والاستجابة للمثيرة خلال الساعات الـ13 إلى 16 الأولى من حياتهم بعد التفقيس، بل إنَّ لورنتس حاول أن يقف أمام الفراخ عندما تفقس من بيضها، فطبَّعت عليه وأصبحت تتبعه هو نفسه، وهو يُشتَهر بأن هناك سرباً من الإوز كان يتبعه دائماً أينما ذهب. وفوق ذلك، فقد وجد لورنتس أنه من الممكن أن يتطبع الإوز حتى على الأجسام التي لا تتحرَّك ذاتياً، فقد تمكَّن في إحدى تجاربه من جعل صغار الإوز تطبِّع على صندوق موضوع فوق لعبة قطار تدور في دوائر، وتبعته الفراخ باستمرار.
التطبّع البنوي ليست محصورة فقط بالحيوانات التي تتبع والديها عند الولادة. ويُستَخدم هذا المصطلح عادة في دراسات نمو الأطفال البشريين للإشارة إلى تعلُّم الطفل من يكون والداه. ويعتبر العلماء أن هذه العملية تبدأ منذ أن يكون الطفل في الرحم، عندما يتعرَّف على أصوات والديه حتى قبل أن يولد.